# New York Gazette
La New-York Gazette, dont le premier numéro est sorti le 8 novembre 1725, a été le premier journal de l’histoire de New York, fondé par un imprimeur, William Bradford (1663-1752)

## Histoire
La New-York Gazette est publiée à une époque où il n’y avait encore à Manhattan qu’une des treize colonies anglaises d’Amérique[Quoi ?]. Ses premiers numéros ne font que deux pages, mal imprimées, avec essentiellement des nouvelles de l’étranger, parfois vieilles de plusieurs mois, la liste des bateaux arrivés dans le port et quelques publicités.
La seconde publication locale dont la trace a été conservée n’est apparue que huit ans plus tard, The New-York Weekly Journal, publiée par John Peter Zenger à partir du 5 novembre 1733. Son éditeur sera emprisonné pendant les neuf mois d’un procès pour diffamation en 1735, durant lequel sa femme Anna, continuera la publication, ce qui en fera la troisième femme journaliste de l’histoire américaine et la première de l’État de New York. 
La New York Gazette était toujours à la pointe de l’actualité dans les années 1780, avec des nouvelles militaires importantes. En 1788, le titre est repris par J. and A. Mc Lean, propriétaires de l’Independant Journal, domicilié à Hannover Square, à New York. C’est alors un quotidien du matin, appelé New-York Gazette and General Advertiser, successivement propriété d’Archibald McLean et de John Lang & Sons. Il est très connu au début du siècle suivant, lorsque John Lang et son fils éponyme, le dernier propriétaire, mort le 17 mars 1836, à l’âge de 67 ans, allaient à la rencontre des navires en provenance de l’Europe, dans le port de Boston, pour se procurer des nouvelles avant les autres journaux. Cette pratique aurait débuté en 1795. Le 19 novembre 1744, le journal disparait après que sa liste d’abonnés été acquise par le Journal of Commerce en 1840.